# Funkstelle Quickborn

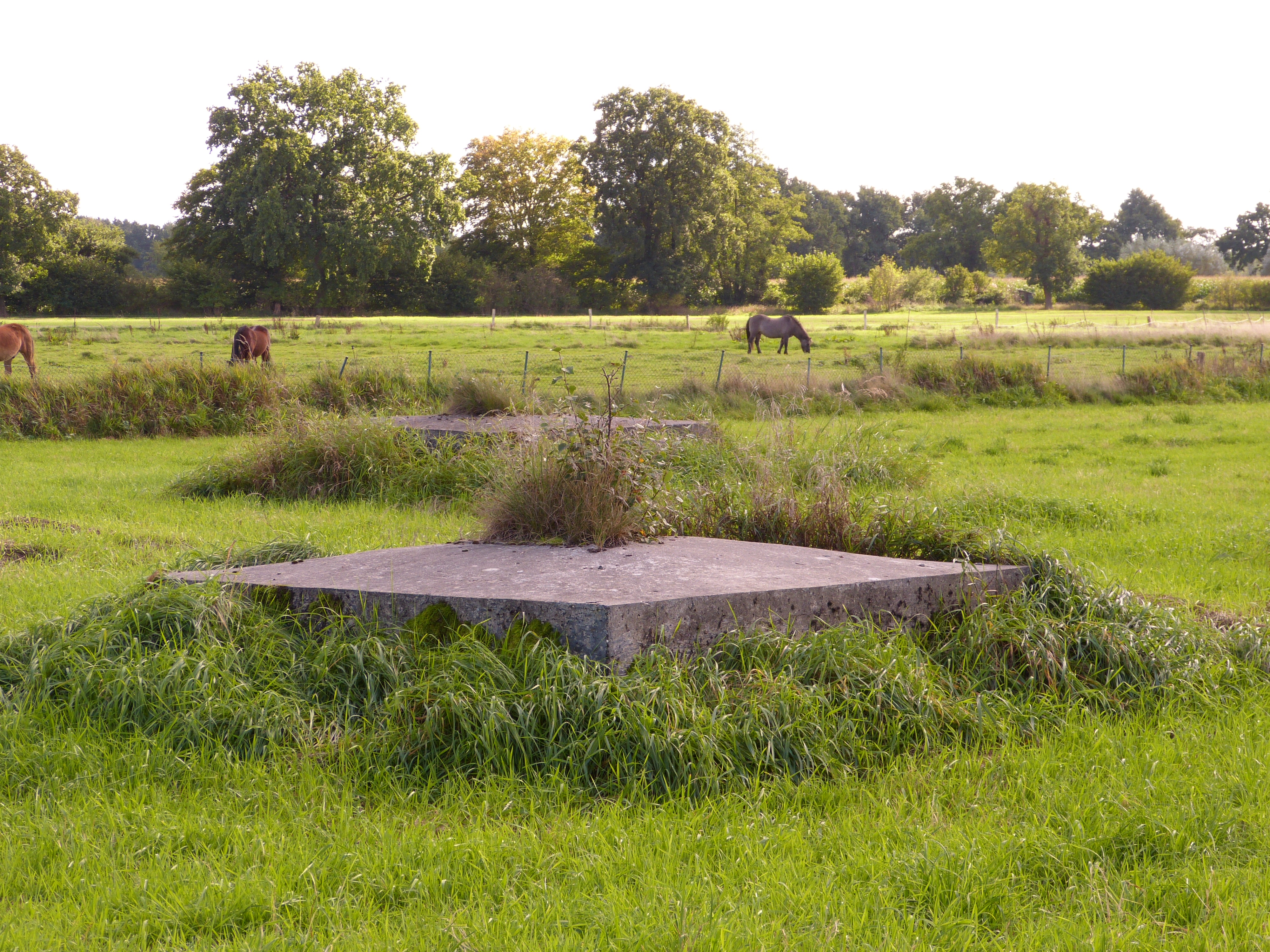
Fundamentreste auf dem Gelände der ehemaligen Funkstelle Quickborn

Die Funkstelle Quickborn war eine 1934 erbaute Überseefunkstelle, mit der im Jahre 1937 auch die letzten Funksprüche des Zeppelins Hindenburg empfangen wurden.
Nach 1945 diente die Anlage als Wetterfernmeldezentrale und bis 1996 als agrarmeteorologische Forschungsstelle.
Die Anlage verfügte über sechs je 67 Meter hohe Türme, die 1992 demontiert wurden.
Früher befand sich auch der Wetterfaxsender DDH47 an diesem Standort.